# گزنوکراتس ۱۴۵۲۶
سیارک ۱۴۵۲۶ (به انگلیسی: 14526 Xenocrates، نامگذاری:1997JT3) چهارده هزار و پانصد و بیست و ششمین سیارک کشف شده‌است که در ۶ مه ۱۹۹۷ کشف شد.
قدر مطلق سیارک برابر ۱۵٫۴۰ است.